# Hypercompe fuscescens
Hypercompe fuscescens là một loài bướm đêm thuộc phân họ Arctiinae, họ Erebidae.